# Ivan Bezpaly
Ivan Fedorovich Bezpaly, aussi Ivan Fedorovich Bespaly (en ukrainien : Iван Безпалий ; en russe : Иван Беспалый, né entre 1619 et 1662 et mort en 1718,, est un colonel cosaque du régiment d'Ouman et le chef de la faction pro-russe en Ukraine orientale. Il a brièvement servi comme hetman par intérim (en) de l'Ukraine, élu par un groupe limité de Cosaques d'Ukraine de la rive gauche fidèles au tsarat de Russie, son hetmanat ayant duré de novembre 1658 à octobre 1659. 

## Origine
Ivan Bespaly est issu de la noble famille Zagloba, connue à Zinkovo. En plus d'Ivan Fedorovich, Fedor, Sevka et Vasily Bespaly ont aussi pris part au soulèvement de Khmelnitsky.

## Biographie
Ivan Bespaly, un noble de la Sitch zaporogue, est l'un des fondateurs du régiment Uman de l'armée zaporijonienne et, selon le registre de 1649, est l'un des sous-officiers du régiment.
En 1658, Ivan Bespaly est colonel de l'Uman. Après la répression du soulèvement de Barabash au printemps 1658, l'hetman Vyhovsky commence des répressions. En juin 1658, sur ordre de l'hetman, le colonel Pereyaslav Ivan Sulima est tué, ainsi que quelques mois plus tard le nouveau colonel Pereyaslav Ivan Kolyubak puis le colonel Korsun Timofey Anikeenko. Fuyant l'hetman, Ivan Bespaly fuit Uman vers la
Sitch en même temps que le colonel Pavolotsky Mikhail Sulichich et le général Yesaul Ivan Kovalevsky.
À la Sitch, Ivan Bespaly est élu ataman et envoyé à Moscou auprès du tsar Alexeï Mikhaïlovitch. Il commence à rassembler le restant des Pushkarevites et s'opposé à la politique de l'hetman Vyhovsky, défendant l'unité de la Sitch et des cosaques de la ville.
Dès 1658, Bespaly participe aux campagnes du prince Grigory Romodanovsky contre Vyhovsky, qui passe du côté de la république des Deux Nations. Entre le 7 novembre et le 12 novembre 1658, lors du siège de Varva, à la suggestion du prince Romodanovsky, « Tcherkassy, qui sert le Grand Souverain » élit Bespaly « Sa Majesté royale l'hetman de l'armée de Sa Majesté Royale ». Le chroniqueur cosaque S. Velytchko appelle Bespaly « le premier hetman de ce côté du Dniepr ».
Avec l'armée du prince Troubetskoï, il prend part à la bataille de Konotop, dans laquelle il dirige un détachement de cosaques de la ville de l'armée de Zaporizhzhya (environ 7 000 personnes). Pour leur service à Konotop, l'hetman Bespaly et toute l'armée de Zaporijia reçoivent des éloges et des récompenses du tsar Alexei Mikhailovich, et une lettre spéciale de félicitations leur est envoyée.
Lors du siège de Gadyach par les troupes de Vyhovsky, en 1659, « le prince Alexeï Nikitich Troubetskoï... et Hetman Bezpaly... envoyèrent d'eux-mêmes à Zaporozhye à Serk, afin qu'il répare les ulus de Crimée ». Ayant satisfait à la demande du prince Trubetskoy et de l'hetman Bespaly, l'ataman zaporijien Ivan Serko attaque les Nogaï ulus, ce qui force le khan de Crimée à quitter Vyhovsky et à partir avec la horde pour la Crimée.
Lors du deuxième traité de Pereïaslav en 1659, Bespaly démissionne volontairement de son poste d'hetman et Iouri Khmelnytsky est élu à sa place. Bespaly, à son tour, est approuvé avec le rang de juge général. Cependant, en raison de l'incapacité de Khmelnitsky à gérer les affaires de l'État, il continue à exercer une influence significative sur la politique jusqu'en 1662.
Selon V.V. Krivosheya, Bespaly aurait pu être abattu par Iouri Khmelnytsky en 1662. Ceci est mentionné dans les accusations d'Ivan Bryukhovetsky contre Iakym Somko.

## Famille
Ivan Bespaly a un fils, prénommé Demyan.